# Noyelle-Vion
Noyelle-Vion ist eine französische Gemeinde mit 270 Einwohnern (Stand 1. Januar 2022) im Arrondissement Arras des Départements Pas-de-Calais. Sie liegt im Kanton Avesnes-le-Comte und ist Mitglied des Kommunalverbandes Campagnes de l’Artois.
| Izel-lès-Hameau      |                  |                      |
| Manin                | Kompass          | Lattre-Saint-Quentin |
| Beaufort-Blavincourt | Avesnes-le-Comte |                      |

## Sehenswürdigkeiten

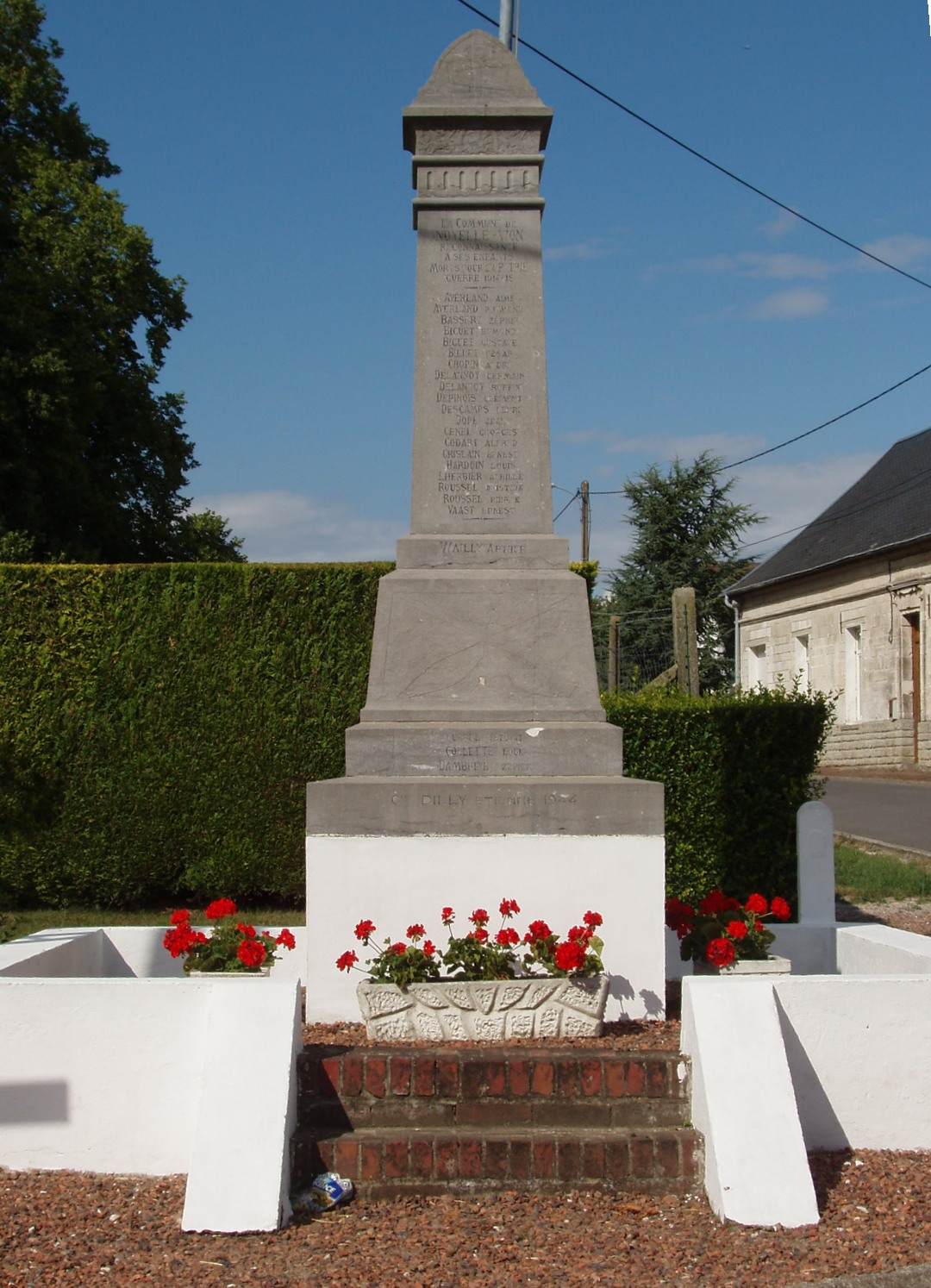
Kriegerdenkmal
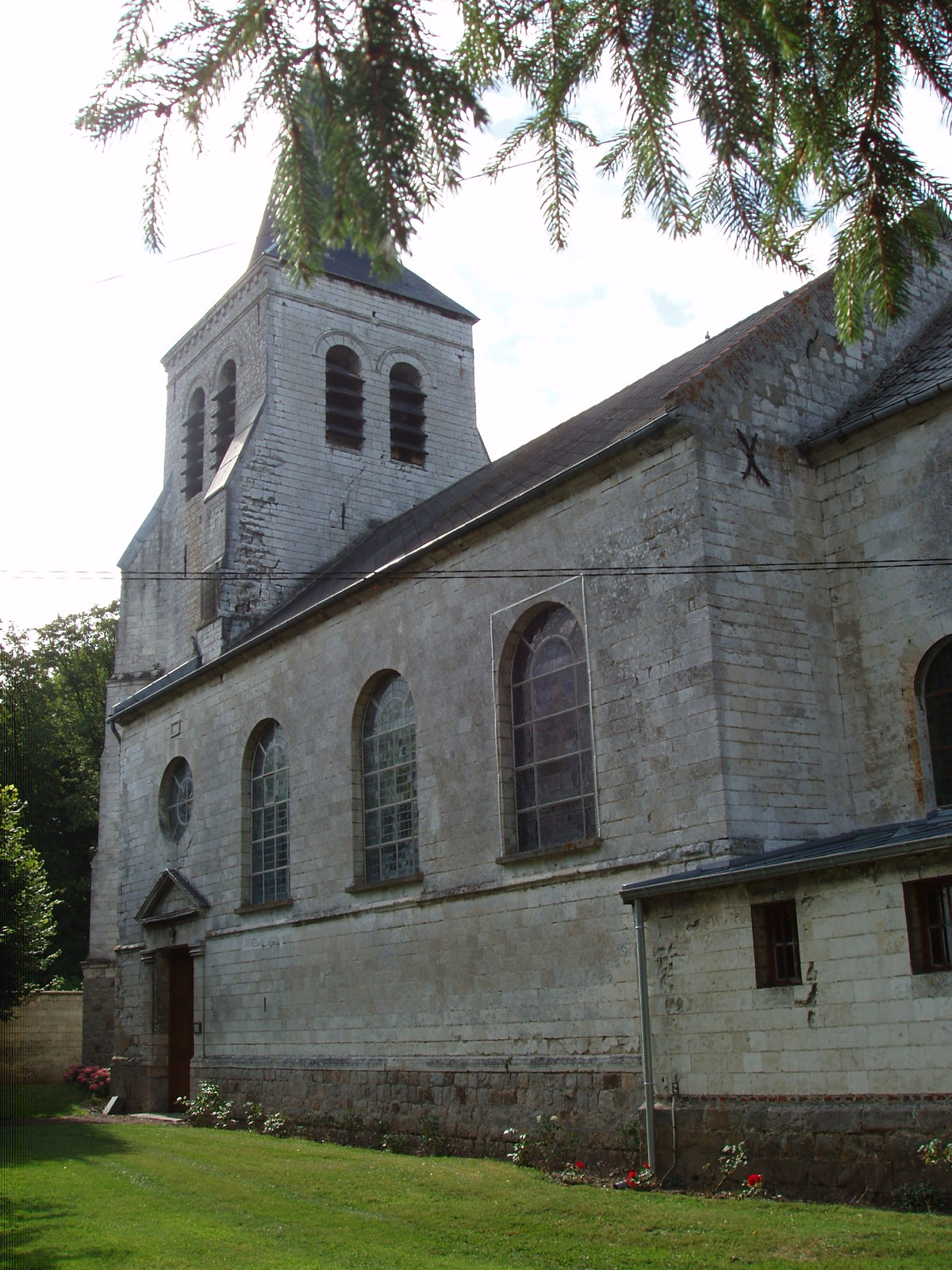
Kirche Notre-Dame